# Da Vinci's Demons
Da Vinci's Demons är en amerikansk-brittisk dramaserie om Leonardo da Vincis liv som konstnär och uppfinnare. Serien är skapad och skriven av David S. Goyer och har Tom Riley i huvudrollen. Den följer Leonardo som är inblandad i politiken med Medici och Pazzifamiljen, men också den katolska kyrkan. Dessa händelser inträffar vid sidan av Leonardos strävan att erhålla Bladens bok, som hjälp har han sekten Mithras söner.
Det första avsnittet visades den 12 april 2013 på Starz. Avsnittet sågs av över 2,14 miljoner tittare. Det sista avsnittet visades den 7 juni 2013. Den andra säsongen började visas den 22 mars 2014 och avslutades den 31 maj 2014. En tredje säsong sändes 2015.
Den 22 september 2014 började serien visas på Fox Sverige.
Serien har fått positiva recensioner från flera filmkritiker och vann två priser under Emmy Award 2013.

## Översikt
Da Vinci's Demons beskrivs som en "historisk fantasyserie" och kretsar kring en ung Leonardo da Vinci i 1400-talets Italien.  Serien lägger hel del fokus på Leonardos egna personlighet, psyke, hans tvivel kring religioner och hur han själv plågas av att känna sig annorlunda.

## Rollista (i urval)

### Huvudroller
- Tom Riley – Leonardo da Vinci
- Laura Haddock – Lucrezia Donati[13]
- Blake Ritson – Girolamo Riario
- Elliot Cowan – Lorenzo de' Medici
- Lara Pulver – Clarice Orsini[14]
- James Faulkner – Sixtus IV

### Biroller
- Gregg Chillin – Zoroaster de Peretola
- Eros Vlahos – Niccolò "Nico" Machiavelli
- Hera Hilmar – Vanessa Moschella
- Allan Corduner – Andrea del Verrocchio
- Lee Boardman – Amerigo Vespucci
- David Schofield – Piero da Vinci
- Michael Elwyn – Gentile de' Becchi
- Tom Bateman – Giuliano de' Medici
- Ian Pirie – Nazzareno Dragonetti
- Alexander Siddig – Aslan Al-Rahim
- Shaun Parkes – Solomon Ogbai
- Ray Fearon – Carlo de' Medici
- Nick Dunning – Lupo Mercuri
- Kieran Bew – Alfonso II av Neapel
- Jeany Spark – Ippolita Maria Sforza
- Matthew Marsh – Ferdinand I av Neapel
- Vincent Riotta – Federico da Montefeltro
- Carolina Guerra – Ima[15]
- Raoul Trujillo – Sapa Inca
- Estella Daniels – Zita
- Elliot Levey – Francesco de' Pazzi
- Michael Culkin – Jacopo de' Pazzi

### Gästroller
- Paul Rhys – Vlad III Dracula
- Christopher Elson – Jacopo Saltarelli
- Paul Westwood – Niccoló Ardinghelli
- Faye Johnson – Camilla Pazzi
- Abbie Hirst – Allegra Pazzi
- Richard Sammel – Hartweg
- David Sturzaker – Bernardo Baroncelli
- Tom Wu – Quon Shan
- Hugh Bonneville – Galeazzo Maria Sforza
- Akin Gazi – Beyazit II

## Produktion
Goyer skrev de första avsnitten. De andra manusförfattarna var: Joe Ahearne, Scott M. Gimple och Brian Nelson. Första säsongen innehöll åtta avsnitt, filmningen ägde rum vid en ny utarbetad uppsättning i Wales, byggd för att likna 1400-talets Italien.
Den 17 april 2013 blev det klart att en säsong två kommer att spelas in och visas under 2014. Säsongen hade tio avsnitt och utspelar sig i bl.a. Machu Picchu.

### Musik
Musiken komponerades av Bear McCreary och ett album släpptes den 28 maj 2013.

#### Låtlista
1. "Da Vinci's Demons Main Title Theme" – 1:08
2. "Assassination in Milan" – 1:46
3. "The Glider" – 2:27
4. "Starlings" – 1:59
5. "The Sons of Mithras" – 3:47
6. "Flight of the Columbina" – 3:40
7. "Lucrezia Donati" – 4:53
8. "The Secret Archives" – 2:42
9. "Ben Venga Maggio" – 1:23
10. "The Hidden Map" – 2:33
11. "Prayer to Saint Michael (feat. Raya Yarbrough)" – 3:06
12. "The Story of the Shield" – 1:54
13. "A Cheval Toutes Homes a Cheval" – 1:38
14. "Jacopo" – 1:32
15. "Vlad the Third" – 5:51
16. "Miserius Omnium" – 1:35
17. "Visions of Lucrezia (feat. Laura Haddock)" – 1:41
18. "Treasures of the Vatican" – 8:01
19. "The Lullaby" – 4:40
20. "Red in the River" – 4:03
21. "The Future of the Sons of Mithras" – 2:50
22. "Visions and Demons" – 2:35
23. "The Astrolabe" – 3:44
24. "The Lovers" – 6:41
25. "Easter Mass" – 13:18
26. "Da Vinci's Demons End Credits" – 1:04